# Старий Ізраїль
Старий Ізраїль — ортодоксальна група духовних християн, що виникла на початку XIX століття і веде своє походження від пізніх хлистів і пісників.

## Історія
Група виникла в 1830-і роки. Першим її керівником став Катасонов Перфіл (Парфентій) Петрович. Ці люди бачили себе «обраним народом», які прагнули побудувати Царство Бога на Землі. Головною відмінністю від канонічного хлистівства стало прийняття інституту шлюбу. Також були істотно пом'якшені пісничні заборони на їжу, дуже поширені у хлистів. Найбільше число членів «староізраїльтян» налічувалося в кінці 1880-х — близько 500 тисяч чоловік.
Згодом, після смерті засновника, про який вони говорили, що він останнє втілення Христа, група кілька разів дробилася, найбільшу популярність здобула частина, яка відкололася в кінці XIX століття і взяла назву Новий Ізраїль. У 1906 році в Таганрозі відбулася спроба з'єднати обидва об'єднання, однак вона успіхом не увінчалася.